# Tiếng Hàn Quốc tiêu chuẩn
Tiếng Hàn Quốc tiêu chuẩn mà người Hàn gọi là Pyojun-eo (tiếng Hàn: 표준어; Hanja: 標準語; Hán-Việt: Tiêu chuẩn ngữ; dịch nghĩa đen: ""tiếng Tiêu chuẩn"") là ngôn ngữ tiêu chuẩn của tiếng Hàn Quốc (hay tiếng Triều Tiên) mà chính phủ Đại Hàn Dân Quốc quy định dựa trên phương ngữ Seoul. Khác với tiếng Bắc Triều Tiên chuẩn ở CHDCND Triều Tiên, thì tại Hàn Quốc ngoài việc sử dụng bảng chữ cái Hangul là chủ yếu, thỉnh thoảng Hanja (chữ Hán) cũng hay được sử dụng để bổ nghĩa, đồng thời dùng nhiều từ Hán-Triều, một số từ tiếng Anh và từ các ngôn ngữ châu Âu khác.